# هشام ميرزا
هشام ميرزا (مواليد 3 يوليو 1980) لاعب كريكيت كويتي دولي. شارك مع منتخب الكويت الوطني في منافسات دولية، أبرزها بطولة دوري العالم للكريكيت، القسم السادس، عام 2013، حيث واجه منتخب جيرزي ضمن هذه البطولة.

## النشأة والمسيرة الدولية
وُلد في 3 يوليو 1980 في الكويت، وهو لاعب كريكيت أيمن وضارب باتنغ وبووير أوف بريك بولينغ. مثل منتخب الكويت في بطولات دولية، مثل بطولة دوري العالم للكريكيت القسم السادس 2013. لعب ضمن فريق الكويت في مباريات متنوعة بين عامي 2002 و2014/15.

## إحصائيات
- تبرز مشاركته في بطولة 2013 بدوري العالم للكريكيت القسم السادس؛ ولم تذكر المصادر صراحة تسجيله لأرقام بارزة بها، لكن مشاركته تؤكد وجوده في تشكيلة المنتخب حينها.
- في بطولة 2013 كأس أيه سي سي توينتي، ظهر اسم هشام ميرزا ضمن اللاعبين مع 8 ويكيتس، مما يوضح نشاطه في بطولات كريكيت آسيا للمنتخبات.

## وصلات خارجية
- CricketArchive: Hisham Mirza